# Europeiska inomhusmästerskapen i friidrott 2023 – Herrarnas 3 000 meter
Herrarnas 3 000 meter vid europeiska inomhusmästerskapen i friidrott 2023 avgjordes mellan den 4 och 5 mars 2023 på Ataköy Athletics Arena i Istanbul i Turkiet.

## Medaljörer
| Guld                     | Silver               | Brons               |
| Jakob Ingebrigtsen Norge | Adel Mechaal Spanien | Elzan Bibić Serbien |

## Rekord
| Innan tävlingens start fanns följande rekord | Innan tävlingens start fanns följande rekord | Innan tävlingens start fanns följande rekord | Innan tävlingens start fanns följande rekord | Innan tävlingens start fanns följande rekord |
| -------------------------------------------- | -------------------------------------------- | -------------------------------------------- | -------------------------------------------- | -------------------------------------------- |
| Världsrekord                                 | Lamecha Girma (ETH)                          | 7.23,81                                      | Liévin, Frankrike                            | 15 februari 2023                             |
| Europeiskt rekord                            | Mohamed Katir (ESP)                          | 7.24,68                                      | Liévin, Frankrike                            | 15 februari 2023                             |
| Mästerskapsrekord                            | Ali Kaya (TUR)                               | 7.38,42                                      | Prag, Tjeckien                               | 7 mars 2015                                  |
| Världsårsbästa                               | Lamecha Girma (ETH)                          | 7.23,81                                      | Liévin, Frankrike                            | 15 februari 2023                             |
| Europaårsbästa                               | Mohamed Katir (ESP)                          | 7.24,68                                      | Liévin, Frankrike                            | 15 februari 2023                             |

## Program
Alla tider är lokal tid (UTC+03:00).
| Datum       | Tid   | Omgång      |
| ----------- | ----- | ----------- |
| 4 mars 2023 | 10:00 | Försöksheat |
| 5 mars 2023 | 20:00 | Final       |

## Resultat

### Försöksheat
De sex första i varje heat 0Q0 samt de tre snabbaste tiderna 0q0 kvalificerade sig för finalen.
| Placering | Heat | Namn               | Nationalitet   | Tid     | Noteringar |
| --------- | ---- | ------------------ | -------------- | ------- | ---------- |
| 1         | 2    | Elzan Bibić        | Serbien        | 7.50,21 | 0Q0        |
| 2         | 2    | Adel Mechaal       | Spanien        | 7.50,69 | 0Q0        |
| 3         | 2    | James West         | Storbritannien | 7.50,73 | 0Q0        |
| 4         | 2    | Darragh McElhinney | Irland         | 7.51,11 | 0Q0        |
| 5         | 2    | Charles Grethen    | Luxemburg      | 7.51,30 | 0Q0        |
| 6         | 2    | Simon Sundström    | Sverige        | 7.51,30 | 0Q0, 0PB0  |
| 7         | 2    | Robin Hendrix      | Belgien        | 7.51,32 | 0q0        |
| 8         | 2    | Mike Foppen        | Nederländerna  | 7.51,61 | 0q0        |
| 9         | 2    | Magnus Tuv Myhre   | Norge          | 7.52,47 | 0q0, 0PB0  |
| 10        | 2    | Mattia Padovani    | Italien        | 7.54,31 | 0SB0       |
| 11        | 1    | Jakob Ingebrigtsen | Norge          | 7.56,57 | 0Q0, 0SB0  |
| 12        | 1    | Bastien Augusto    | Frankrike      | 7.56,71 | 0Q0        |
| 13        | 1    | Sam Parsons        | Tyskland       | 7.57,18 | 0Q0        |
| 14        | 1    | Tim Verbaandert    | Nederländerna  | 7.57,28 | 0Q0        |
| 15        | 1    | Jack Rowe          | Storbritannien | 7.57,29 | 0Q0        |
| 16        | 1    | Emil Danielsson    | Sverige        | 7.57,45 | 0Q0        |
| 17        | 1    | John Heymans       | Belgien        | 7.57,87 |            |
| 18        | 1    | Pietro Riva        | Italien        | 7.58,89 |            |
| 19        | 1    | Joel Ibler Lillesø | Danmark        | 8.00,48 |            |
| 20        | 1    | Dario Ivanoski     | Nordmakedonien | 8.17,93 |            |

### Final
Finalen startade klockan 20:00.
| Placering | Namn               | Nationalitet   | Tid     | Noteringar |
| --------- | ------------------ | -------------- | ------- | ---------- |
| 1         | Jakob Ingebrigtsen | Norge          | 7.40,32 | 0NR0       |
| 2         | Adel Mechaal       | Spanien        | 7.41,75 | 0SB0       |
| 3         | Elzan Bibić        | Serbien        | 7.44,03 |            |
| 4         | Darragh McElhinney | Irland         | 7.44,72 | 0PB0       |
| 5         | Charles Grethen    | Luxemburg      | 7.46,65 |            |
| 6         | Tim Verbaandert    | Nederländerna  | 7.47,24 |            |
| 7         | Sam Parsons        | Tyskland       | 7.48,01 |            |
| 8         | James West         | Storbritannien | 7.48,22 |            |
| 9         | Jack Rowe          | Storbritannien | 7.48,32 |            |
| 10        | Robin Hendrix      | Belgien        | 7.50,46 |            |
| 11        | Mike Foppen        | Nederländerna  | 7.50,95 |            |
| 12        | Magnus Tuv Myhre   | Norge          | 7.51,30 | 0PB0       |
| 13        | Simon Sundström    | Sverige        | 7.52,54 |            |
| 14        | Bastien Augusto    | Frankrike      | 8.20,60 |            |
| 14        | Emil Danielsson    | Sverige        | 0DSQ0   |            |